# Helmiopsis sphaerocarpa
Helmiopsis sphaerocarpa là một loài thực vật có hoa trong họ Cẩm quỳ. Loài này được L.C.Barnett mô tả khoa học đầu tiên năm 1987.